# Alpi del Delfinato

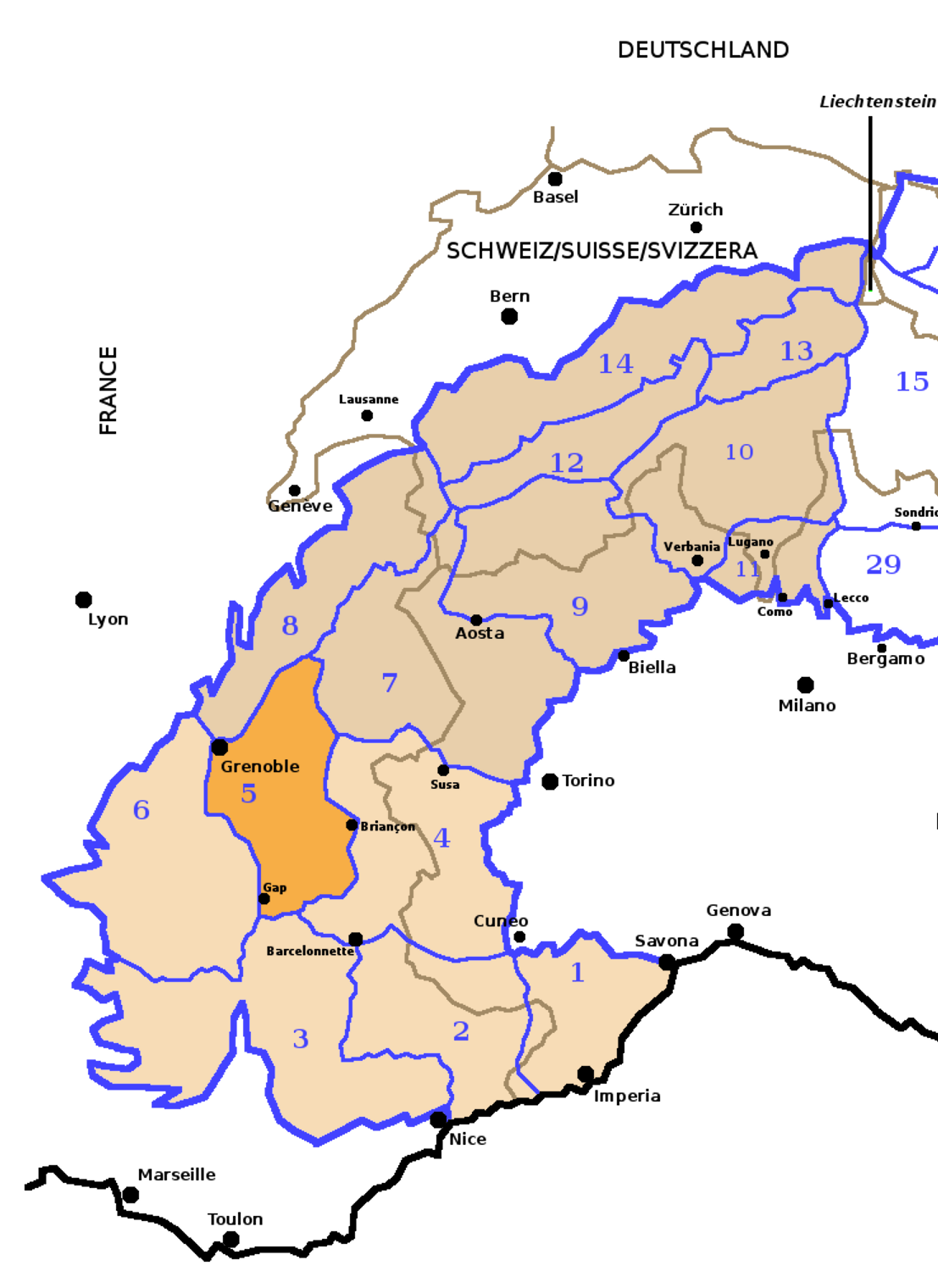
. Collocazione all'interno delle Alpi Occidentali

Le Alpi del Delfinato (in francese Alpes du Dauphiné) sono una sezione delle Alpi. Si trovano nel sud-est della Francia e ad ovest della catena principale alpina. Prendono il nome dall'antica provincia francese del Delfinato, e comprendono essenzialmente il Massiccio degli Écrins la cui vetta principale raggiunge i 4.103 m s.l.m..

## Geografia
Sono separate ad est dalle Alpi Cozie dal Colle del Galibier e dalla alta valle della Durance; a nord-est sono separate dalle Alpi Graie dal fiume Arc; ad ovest i fiumi Drac ed Isère le separano dalle Prealpi del Delfinato e dalle Prealpi di Savoia. Interessano i dipartimenti francesi delle Alte Alpi, dell'Isère e della Savoia.
Nel dettaglio i limiti geografici sono: Colle del Galibier, torrente Guisane, Le Monêtier-les-Bains, Briançon, fiume Durance, L'Argentière-la-Bessée, Embrun, Lago di Serre-Ponçon, fiume Durance, Tallard, torrente Rousine, Gap, torrente Bonne, colle Bayard, fiume Drac, Lago del Sautet, Grenoble, fiume Isère, Pontcharra, Chamousset, fiume Arc, Aiguebelle, Saint-Jean-de-Maurienne, Saint-Michel-de-Maurienne, torrente Valloirette, Valloire, Colle del Galibier.

## Classificazione
Le varie classificazioni alpine come la Partizione delle Alpi del 1926 o la SOIUSA del 2005 identificano in modo univoco le Alpi del Delfinato. Le discordanze nascono nelle suddivisioni interne.

### SOIUSA
Secondo la SOIUSA le Alpi del Delfinato sono una sezione alpina con la seguente classificazione:
- Grande parte = Alpi Occidentali
- Grande settore = Alpi Sud-occidentali
- Sezione = Alpi del Delfinato
- Codice = I/A-5

La SOIUSA suddivide le Alpi del Delfinato in sette sottosezioni e tredici supergruppi:
- Alpi delle Grandes Rousses e delle Aiguilles d'Arves
  - Catena Aiguilles d'Arves-Mas de la Grave
  - Catena Grandes Rousses
- Catena di Belledonne
  - Massiccio dei Sept Laux
  - Catena Grand Pic de Belledonne-Grand Doménon
- Massiccio des Écrins
  - Catena Écrins-Grande Ruine-Agneaux
  - Catena Meije-Râteau-Soreiller
  - Catena Pelvoux-Bans-Sirac
  - Catena Olan-Rouies
  - Catena Arias-Muzelle
- Massiccio del Taillefer
  - Catena Taillefer-Grand Armet-Tabor-Génépi
- Massiccio del Champsaur
  - Catena Vieux Chaillol-Colle Blanche
- Massiccio dell'Embrunais
  - Catena Rougnoux-Rochelaire-Mourre Froid
- Monti orientali di Gap
  - Catena Diablée-Dôme de Gap

Ancora secondo la SOIUSA le Alpi delle Grandes Rousses e delle Aiguilles d'Arves e la Catena di Belledonne formano il settore di sezione detto Alpi Settentrionali del Delfinato; il Massiccio des Écrins ed il Massiccio del Taillefer costituiscono le Alpi Centrali del Delfinato e, infine il Massiccio del Champsaur, il Massiccio dell'Embrunais ed i Monti orientali di Gap compongono le Alpi Meridionali del Delfinato'.

### Altre suddivisioni

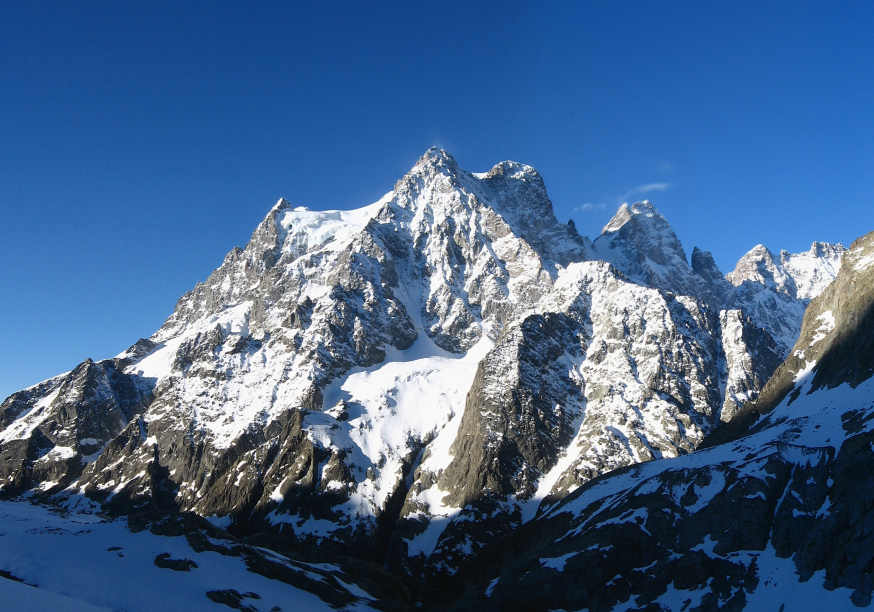
Monte Pelvoux

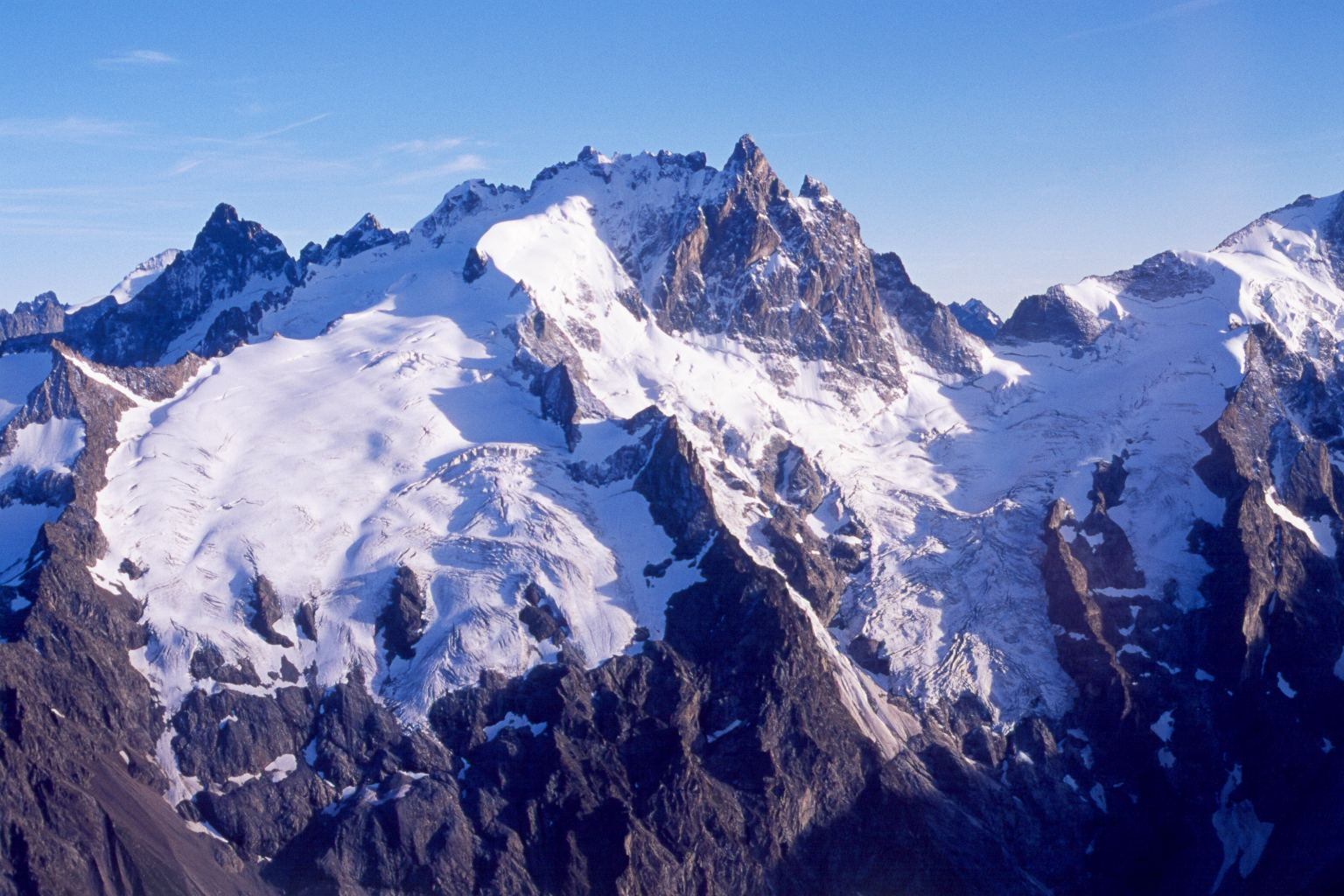
Meije

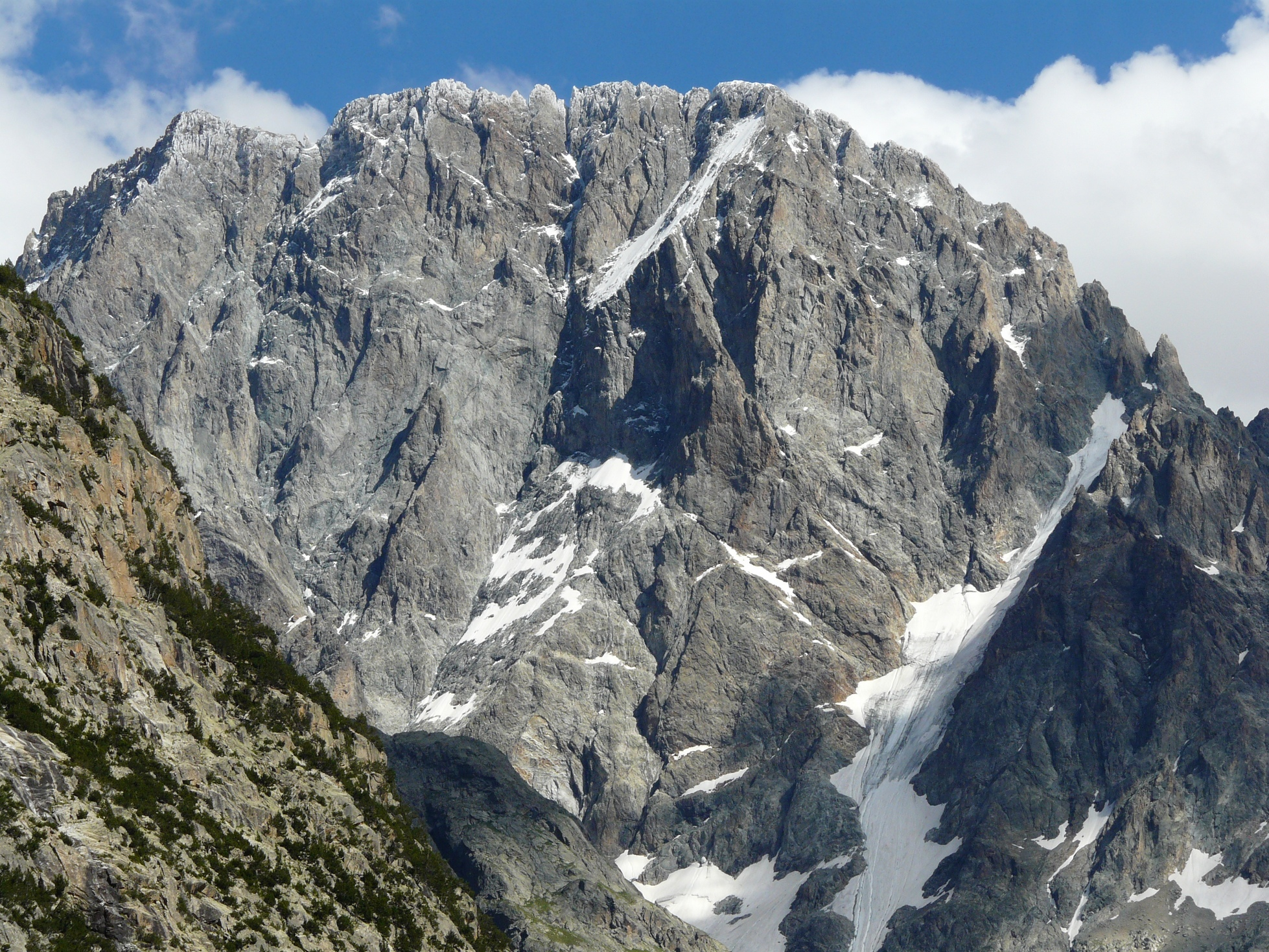
Ailefroide

Pic Gaspard

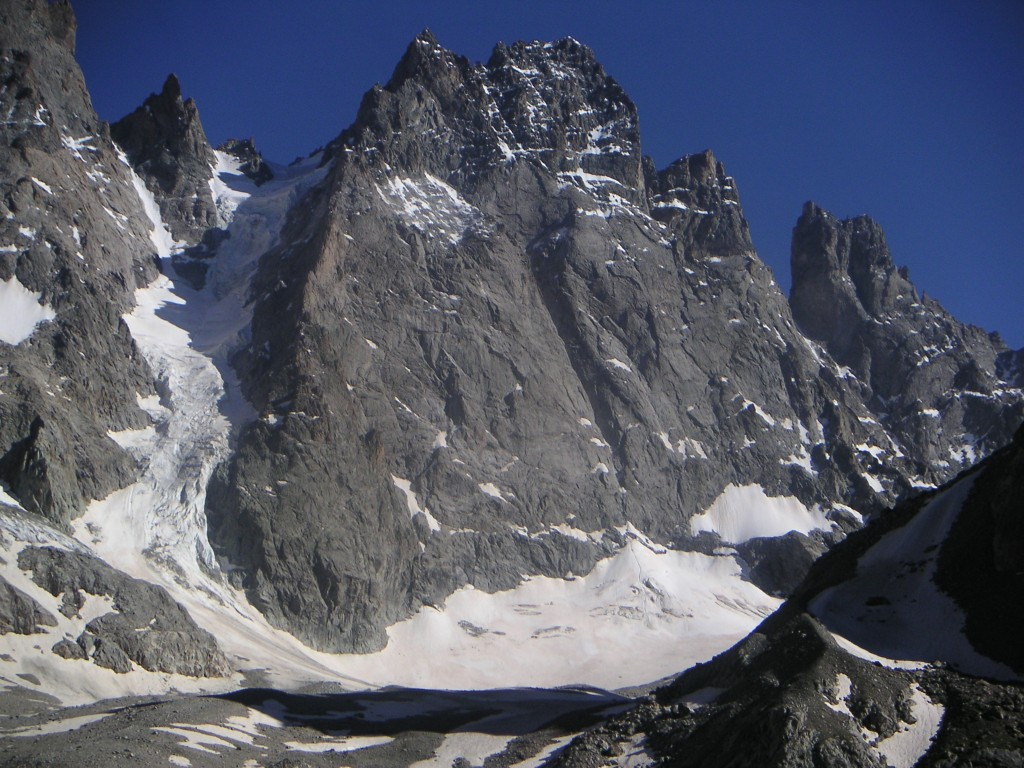
Pic Sans Nom

Altra suddivisione possibile delle Alpi del Delfinato è:
- Belledonne
- Grandes Rousses
- Massiccio d'Arvan-Villards
- Massiccio del Taillefer
- Massiccio des Écrins

## Vette

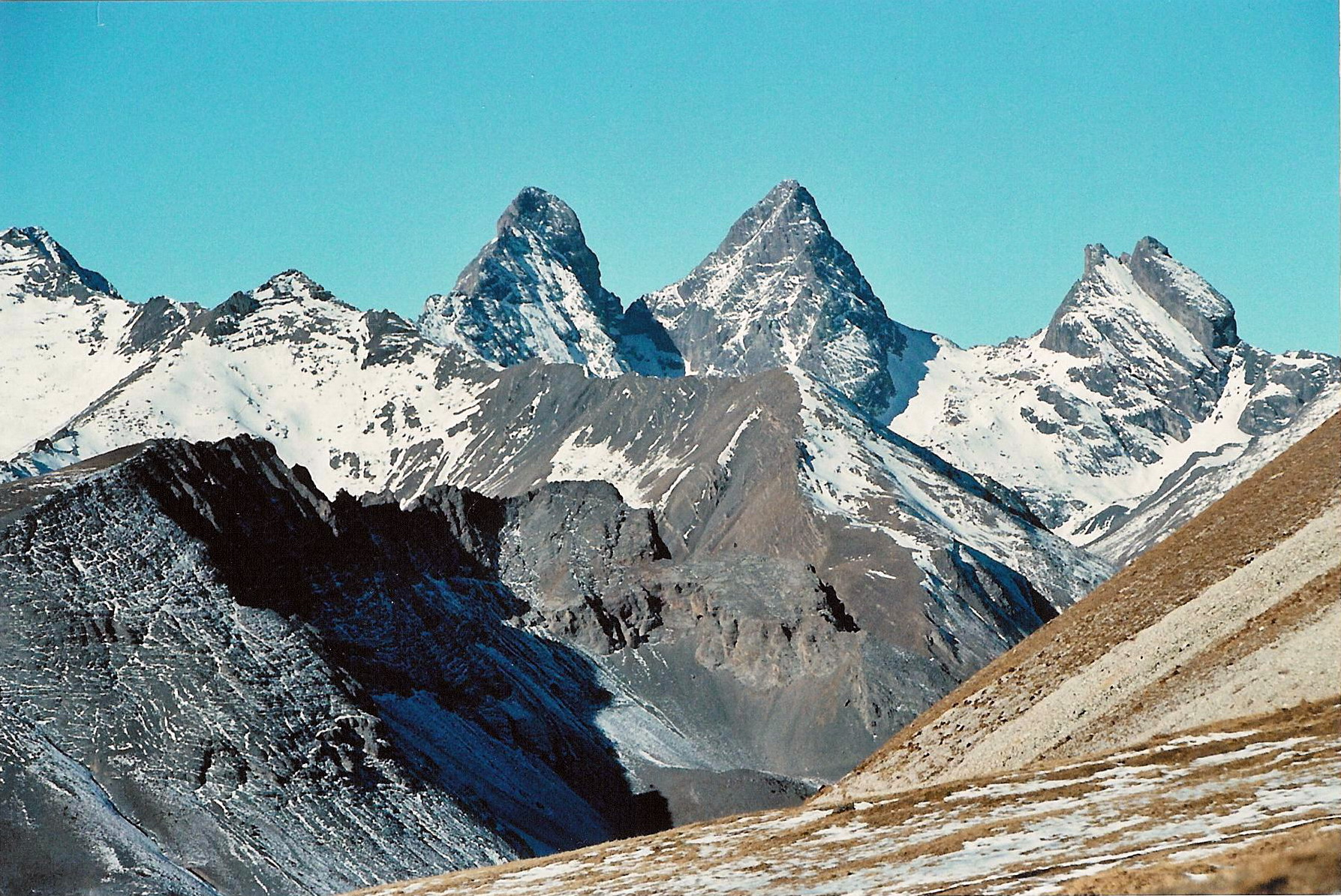
Aiguilles d'Arves

Le cime più importanti delle Alpi del Delfinato sono:
| vetta                        | altezza | sottosezione                                         | supergruppo                               |
| ---------------------------- | ------- | ---------------------------------------------------- | ----------------------------------------- |
| Barre des Écrins             | 4.102   | Massiccio des Écrins                                 | Catena Écrins-Grande Ruine-Agneaux        |
| Meije                        | 3.987   | Massiccio des Écrins                                 | Catena Meije-Râteau-Soreiller             |
| Ailefroide                   | 3.959   | Massiccio des Écrins                                 | Catena Pelvoux-Bans-Sirac                 |
| Monte Pelvoux                | 3.954   | Massiccio des Écrins                                 | Catena Pelvoux-Bans-Sirac                 |
| Pic Sans Nom                 | 3.915   | Massiccio des Écrins                                 | Catena Pelvoux-Bans-Sirac                 |
| Pic Gaspard                  | 3.880   | Massiccio des Écrins                                 | Catena Pelvoux-Bans-Sirac                 |
| Pic Coolidge                 | 3.756   | Massiccio des Écrins                                 | Catena Écrins-Grande Ruine-Agneaux        |
| Grande Ruine                 | 3.754   | Massiccio des Écrins                                 | Catena Écrins-Grande Ruine-Agneaux        |
| Le Râteau                    | 3.754   | Massiccio des Écrins                                 | Catena Meije-Râteau-Soreiller             |
| Montagne des Agneaux         | 3.660   | Massiccio des Écrins                                 | Catena Écrins-Grande Ruine-Agneaux        |
| Les Bans                     | 3.651   | Massiccio des Écrins                                 | Catena Pelvoux-Bans-Sirac                 |
| Sommet des Rouies            | 3.634   | Massiccio des Écrins                                 | Catena Olan-Rouies                        |
| Aiguille du Plat de la Selle | 3.596   | Massiccio des Écrins                                 | Catena Meije-Râteau-Soreiller             |
| Pic d'Olan                   | 3.577   | Massiccio des Écrins                                 | Catena Olan-Rouies                        |
| Pic de Bonvoisin             | 3.480   | Massiccio des Écrins                                 | Catena Pelvoux-Bans-Sirac                 |
| Aiguilles d'Arves            | 3.514   | Alpi delle Grandes Rousses e delle Aiguilles d'Arves | Catena Aiguilles d'Arves-Mas de la Grave  |
| Pic Bayle                    | 3.467   | Alpi delle Grandes Rousses e delle Aiguilles d'Arves | Catena Grandes Rousses                    |
| Roche de la Muzelle          | 3.459   | Massiccio des Écrins                                 | Catena Arias-Muzelle                      |
| Tête de Soulaure             | 3.242   | Massiccio dell'Embrunais                             | Catena Rougnoux-Rochelaire-Mourre Froid   |
| Le Sirac                     | 3.441   | Massiccio des Écrins                                 | Catena Pelvoux-Bans-Sirac                 |
| Vieux Chaillol               | 3.163   | Massiccio del Champsaur                              | Catena Vieux Chaillol-Colle Blanche       |
| Tête de Vautisse             | 3.162   | Massiccio dell'Embrunais                             | Catena Rougnoux-Rochelaire-Mourre Froid   |
| Grand Pinier                 | 3.120   | Massiccio dell'Embrunais                             | Catena Rougnoux-Rochelaire-Mourre Froid   |
| Pic de Rochelaire            | 3.108   | Massiccio dell'Embrunais                             | Catena Rougnoux-Rochelaire-Mourre Froid   |
| Pic de Parieres              | 3.050   | Massiccio del Champsaur                              | Catena Vieux Chaillol-Colle Blanche       |
| Pic du Mas de la Grave       | 3.020   | Alpi delle Grandes Rousses e delle Aiguilles d'Arves | Catena Aiguilles d'Arves-Mas de la Grave  |
| Mourre Froid                 | 2.996   | Massiccio dell'Embrunais                             | Catena Rougnoux-Rochelaire-Mourre Froid   |
| Grand Pic de Belledonne      | 2.977   | Catena di Belledonne                                 | Massiccio di Belledonne                   |
| Rocher Blanc                 | 2.927   | Catena di Belledonne                                 | Catena Rocher Blanc-Puy Gris-Pic du Frêne |
| Taillefer                    | 2.861   | Massiccio del Taillefer                              | Catena Taillefer-Grand Armet-Tabor-Génépi |
| Pic du Frene                 | 2.810   | Catena di Belledonne                                 | Catena Rocher Blanc-Puy Gris-Pic du Frêne |
| Grande Autane                | 2.782   | Monti orientali di Gap                               | Catena Diablée-Dôme de Gap                |

## Valichi

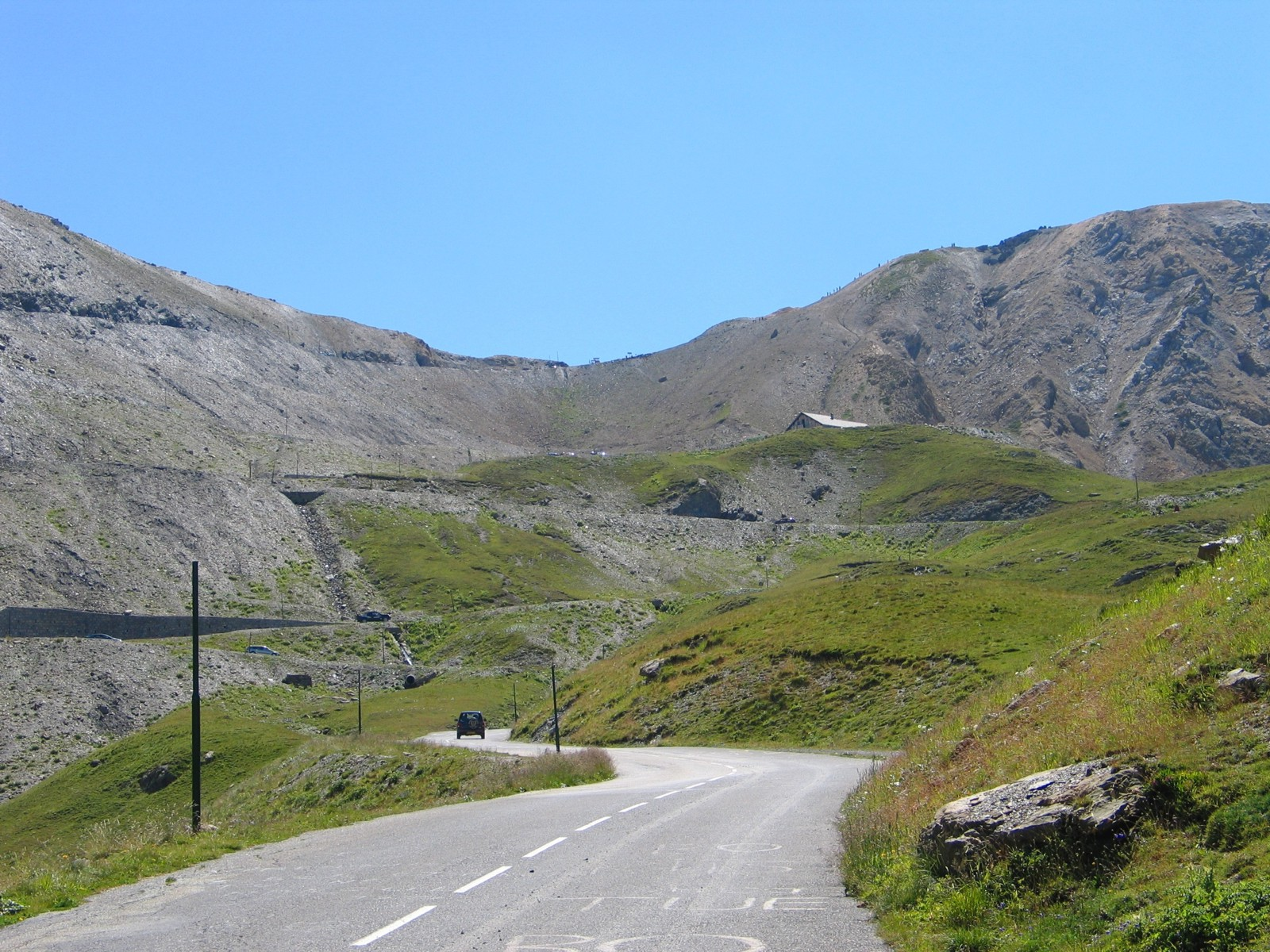
Col du Galibier

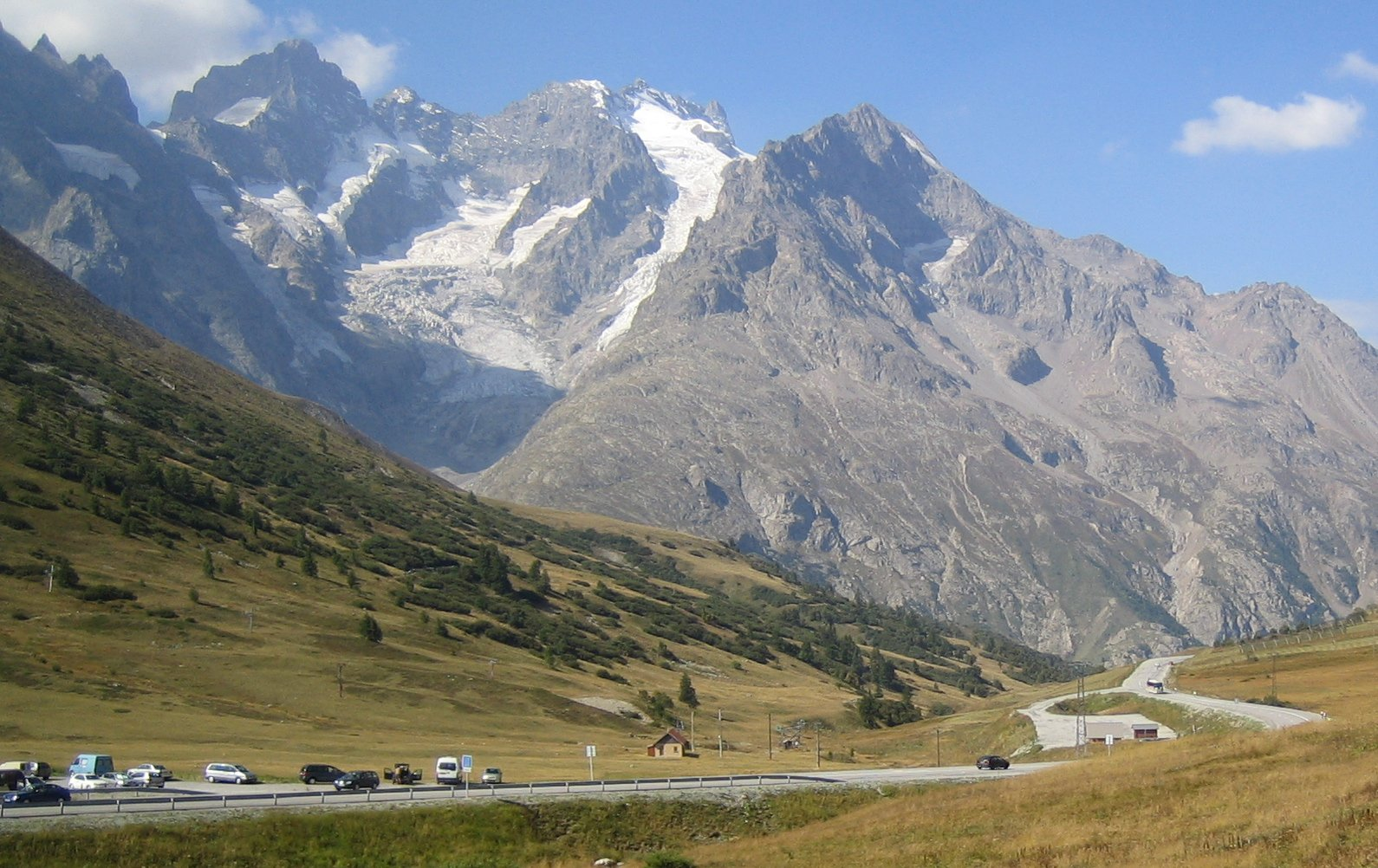
Colle del Lautaret

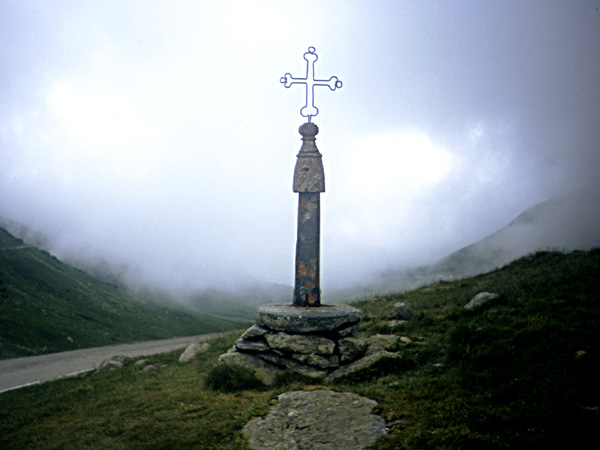
Col de la Croix de Fer

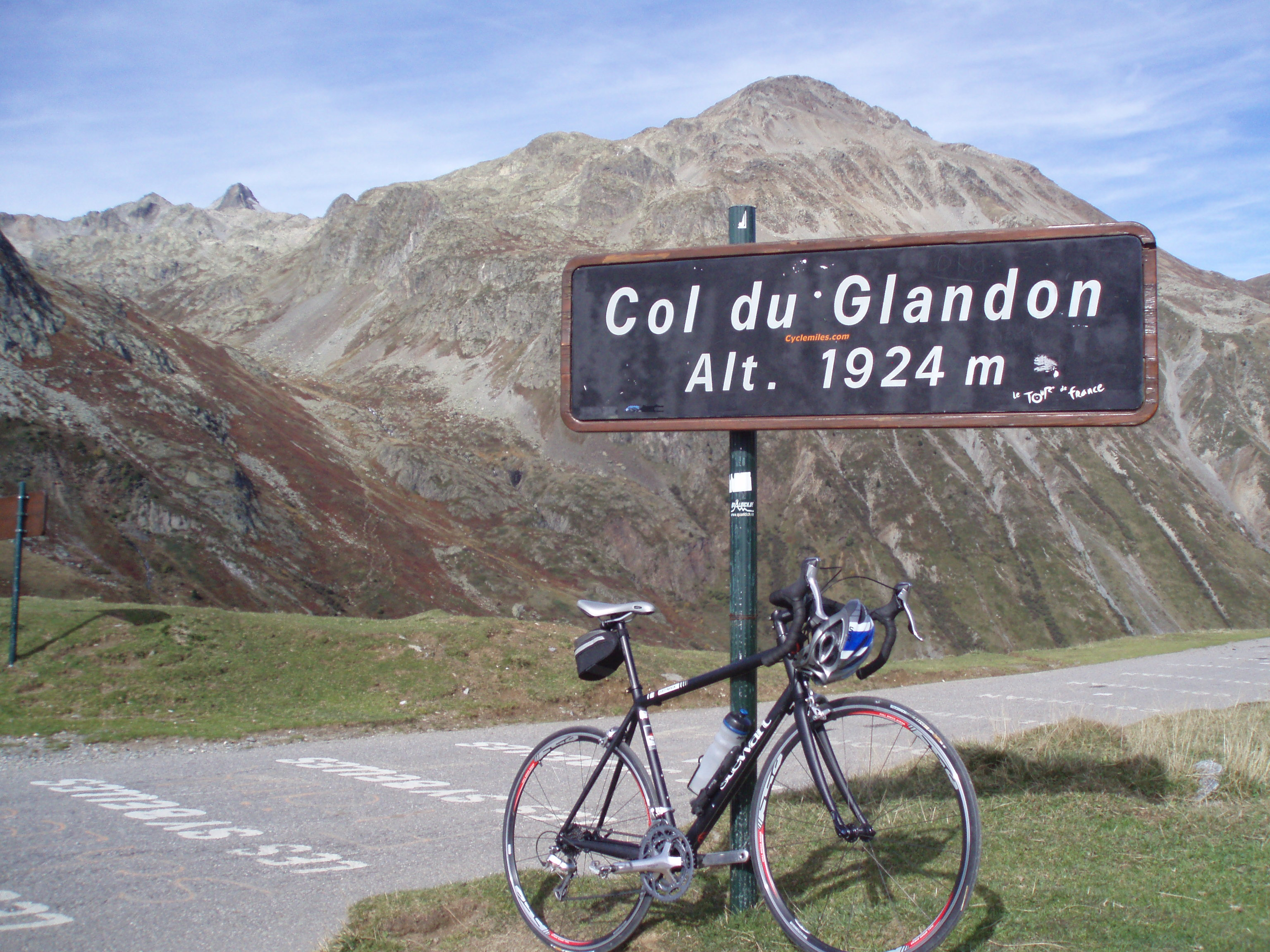
Col du Glandon

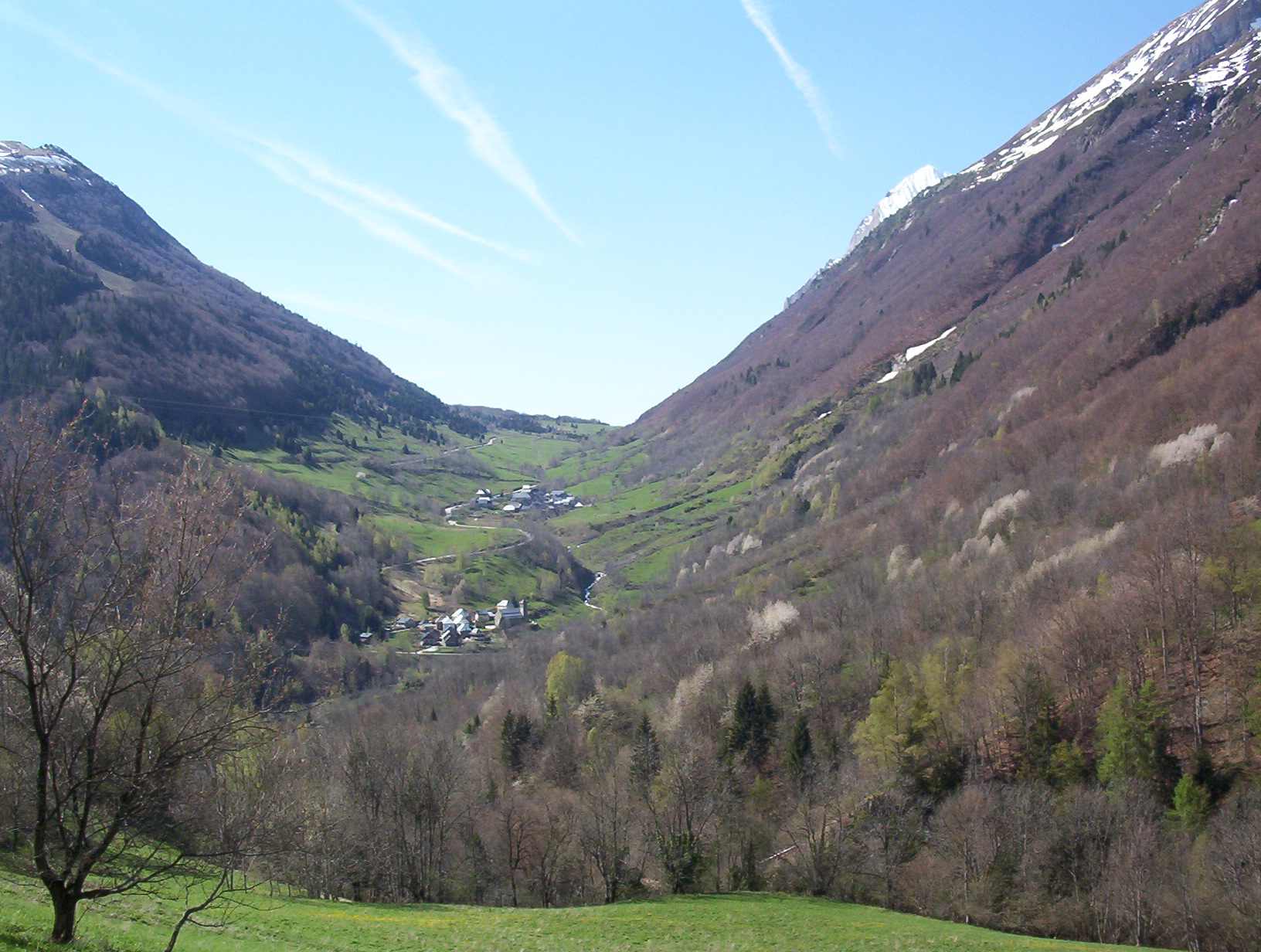
Col d'Ornon

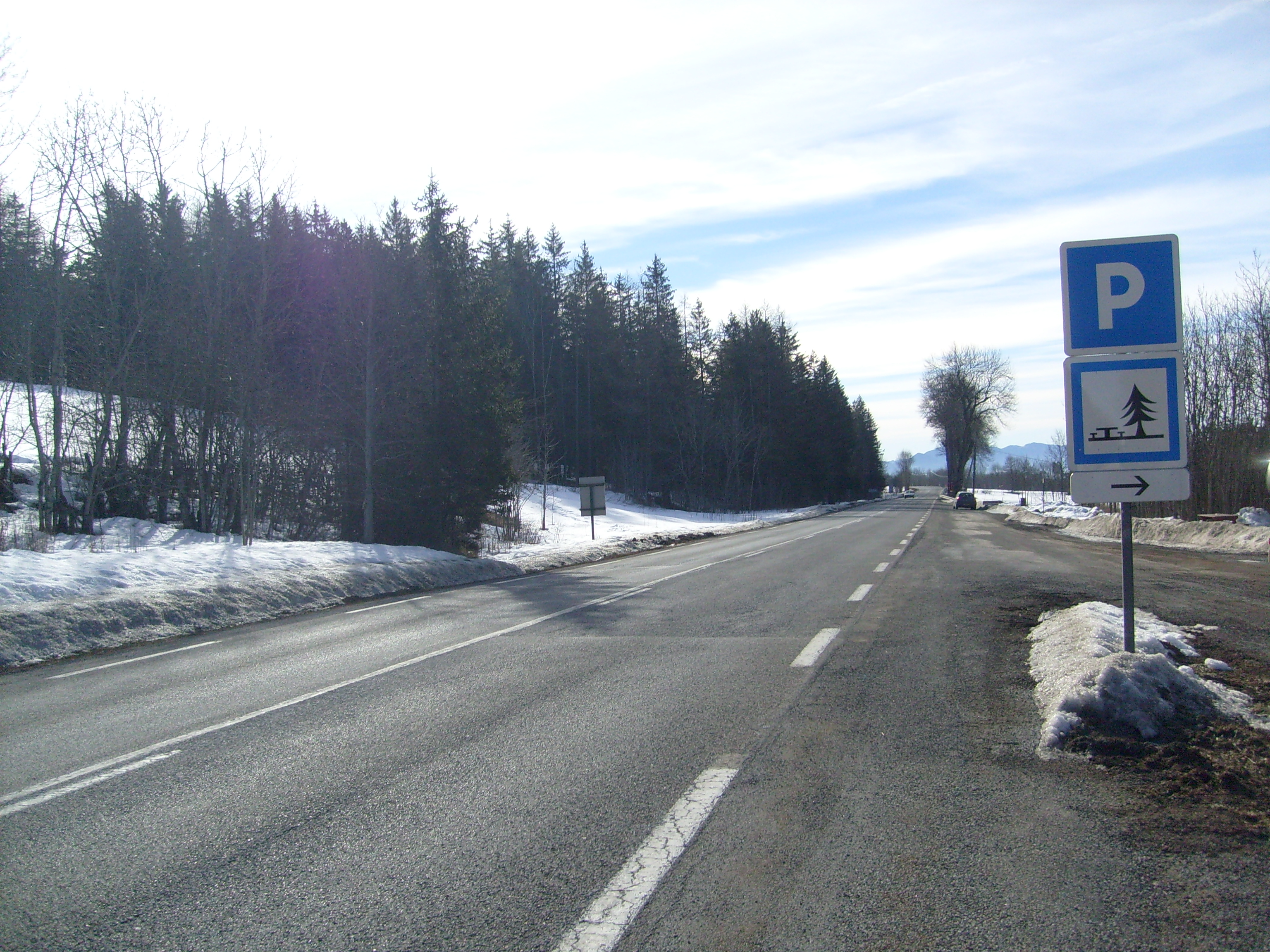
Colle Bayard

I principali valichi che interessano le Alpi del Delfinato sono:
| nome                       | località collegate                          | tipo            | altezza (m) |
| -------------------------- | ------------------------------------------- | --------------- | ----------- |
| Col de la Lauze            | Saint-Christophe-en-Oisans e La Grave       | neve            | 3543        |
| Col des Avalanches         | La Bérarde e Vallouise                      | neve            | 3511        |
| Col de la Casse Deserte    | La Bérarde e La Grave                       | neve            | 3510        |
| Col Emile Pic              | La Grave e Vallouise                        | neve            | 3502        |
| Col des Ecrins             | La Bérarde e Vallouise                      | neve            | 3415        |
| Col du Glacier Blanc       | La Grave e Vallouise                        | neve            | 3308        |
| Col du Sele                | La Bérarde e Vallouise                      | neve            | 3302        |
| Breche de la Meije         | La Bérarde e La Grave                       | neve            | 3300        |
| Col de la Temple           | La Bérarde e Vallouise                      | neve            | 3283        |
| Col des Aiguilles d'Arves  | Valloire e Saint-Jean-d'Arves               | neve            | 3150        |
| Col du Says                | La Bérarde e la Valgaudemar                 | neve            | 3136        |
| Col du Clot des Cavales    | La Bérarde e La Grave                       | neve            | 3128        |
| Col du Loup du Valgaudemar | Vallouise e la Valgaudemar                  | neve            | 3112        |
| Col Lombard                | La Grave e Saint-Jean-d'Arves               | neve            | 3100        |
| Breche des Grandes Rousses | Allemont e Clavans                          | neve            | 3100        |
| Col du Sellar              | Vallouise e la Valgaudemar                  | neve            | 3067        |
| Col de la Muande           | Saint-Christophe-en-Oisans e la Valgaudemar | neve            | 3059        |
| Col des Quirlies           | Saint-Jean-d'Arves e Clavans                | neve            | 2950        |
| Col du Goleon              | La Grave e Valloire                         | sentiero        | 2880        |
| Pas de la Cavale           | Vallouise e Champoléon                      | strada sterrata | 2740        |
| Col d'Orcières             | Dormillouse e Orcières                      | mulattiera      | 2700        |
| Col de l'Infernet          | La Grave e Saint-Jean-d'Arves               | sentiero        | 2690        |
| Colle del Galibier         | Col du Lautaret e Saint-Michel-de-Maurienne | strada          | 2658        |
| Breche de Valsenestre      | Le Bourg-d'Oisans e Valsenestre             | sentiero        | 2634        |
| Col de Vallonpierre        | Valgaudemar e Champoléon                    | sentiero        | 2620        |
| Col de Val Estrete         | Valgaudemar e Champoléon                    | sentiero        | 2620        |
| Col de la Vaurze           | Valgaudemar e Valjouffrey                   | sentiero        | 2600        |
| Col de Martignare          | La Grave e Saint-Jean-d'Arves               | sentiero        | 2600        |
| Col des Tourettes          | Orcières e Châteauroux-les-Alpes            | mulattiera      | 2580        |
| Col de la Muzelle          | Saint-Christophe-en-Oisans e Valsenestre    | sentiero        | 2500        |
| Col de l'Eychauda          | Vallouise e Le Monêtier-les-Bains           | mulattiera      | 2429        |
| Col d'Arsine               | La Grave e Le Monêtier-les-Bains            | mulattiera      | 2400        |
| Col des Prés Nouveaux      | Le Freney e Saint-Jean-d'Arves              | mulattiera      | 2293        |
| Col des Sept Laux          | Allevard e Le Bourg-d'Oisans                | mulattiera      | 2184        |
| Colle del Lautaret         | Briançon e Le Bourg-d'Oisans                | strada          | 2075        |
| Col de la Croix-de-Fer     | Le Bourg-d'Oisans e Saint-Jean-d'Arves      | strada          | 2062        |
| Colle del Glandon          | Le Bourg-d'Oisans e La Chambre              | strada          | 1951        |
| Col de l'Alpe de Vénosc    | Vénosc e Les Deux Alpes                     | mulattiera      | 1660        |
| Col d'Ornon                | Le Bourg-d'Oisans e La Mure                 | strada          | 1360        |
| Colle Bayard               | La Mure e Gap                               | strada          | 1246        |

## Rifugi alpini

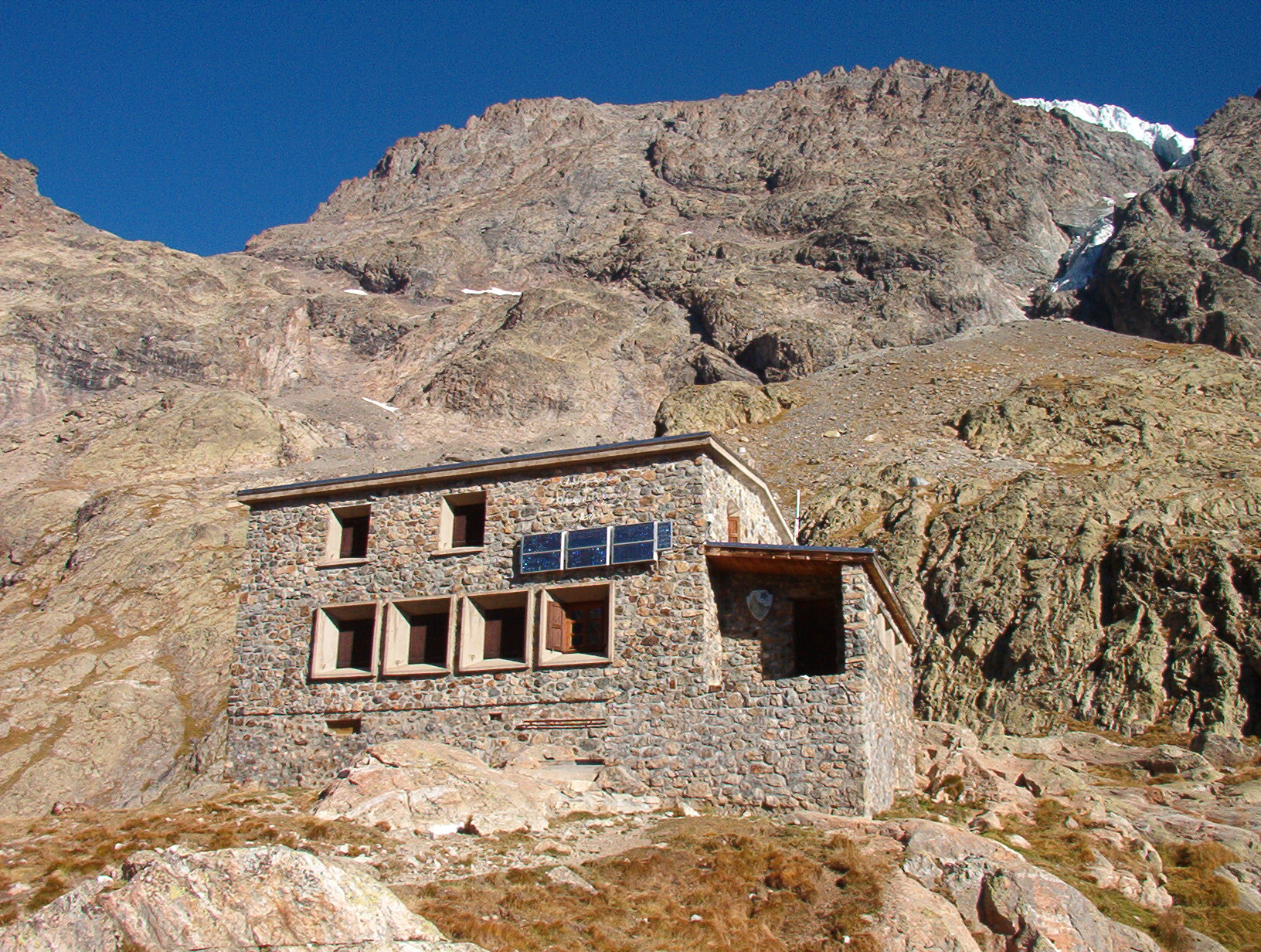
Il Rifugio del Pelvoux.

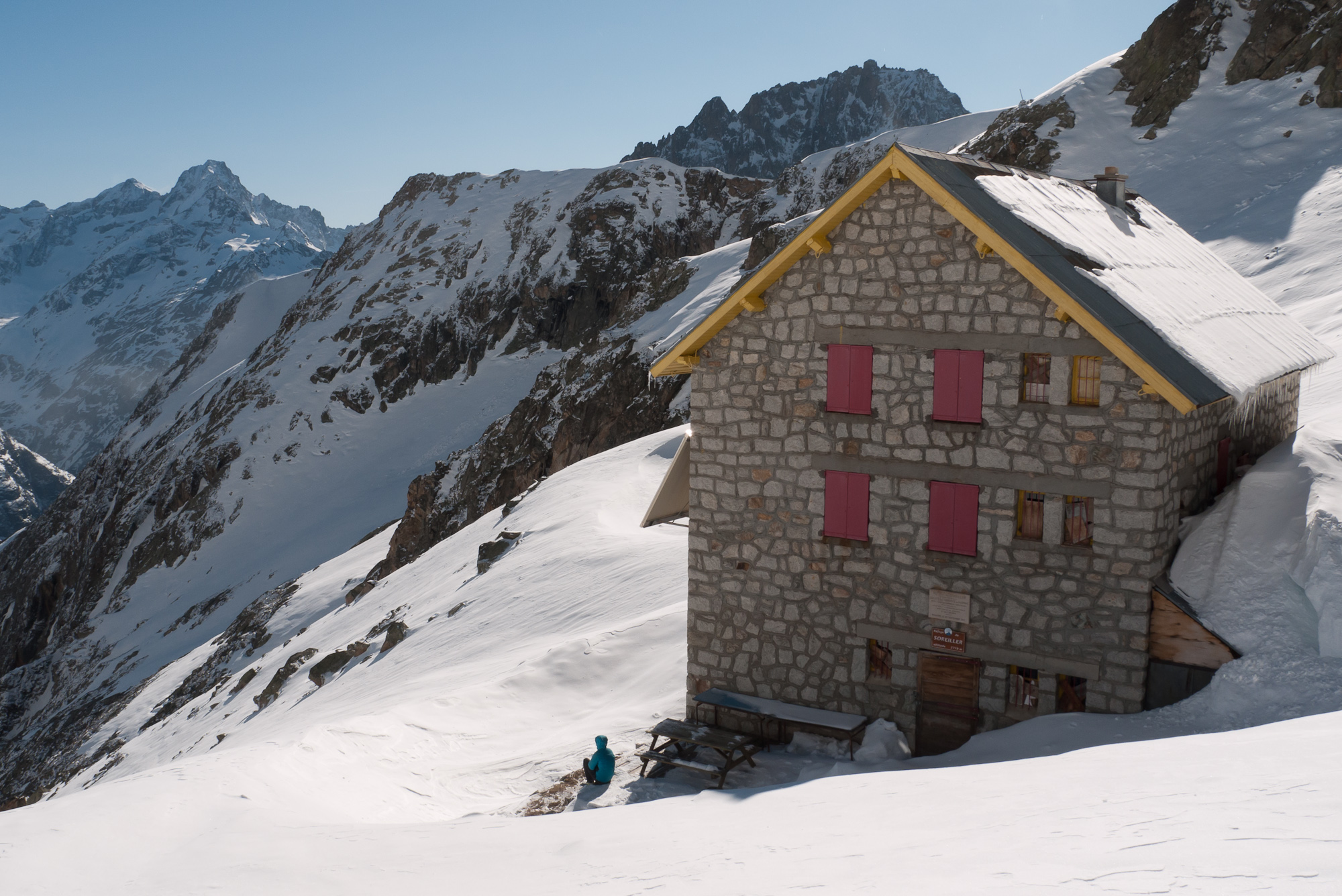
Il Refuge du Soreiller.

I principali rifugi delle Alpi del Delfinato sono:
- Refuge de l'Aigle - 3.450 m
- Refuge des Écrins - 3.175 m
- Refuge Adèle Planchard - 3.169 m
- Refuge du Promontoire - 3.092 m
- Refuge du Lac du Pavé - 2.841 m
- Refuge du Soreiller - 2.719 m
- Rifugio del Pelvoux - 2.700 m
- Refuge de la Selle - 2.635 m
- Refuge de la Pilatte - 2.572 m
- Refuge du Glacier Blanc - 2.542 m
- Refuge du Pigeonnier - 2.430 m
- Refuge Temple-Ecrins - 2.410 m
- Refuge de l'Olan - 2.345 m
- Refuge de Vallonpierre - 2.271 m
- Refuge des Aiguilles d'Arves - 2.260 m
- Refuge de Font Turbat - 2.194 m
- Refuge des Bans - 2.083 m
- Refuge du Chabournéou - 2.050 m
- Refuge du Châtelleret - 2.032 m